# مارك هومينيك
مارك هومينيك (بالإنجليزية: Mark Hominick؛ مواليد 22 يوليو 1982) هو مُقاتل فنون قتالية مختلطة كندي.

## وصلات خارجية
- مارك هومينيك على موقع يو إف سي (الإنجليزية)
- مارك هومينيك على موقع شيردوغ (الإنجليزية)
- مارك هومينيك على موقع Tapology.com (الإنجليزية)
- مارك هومينيك على موقع IMDb (الإنجليزية)
- مارك هومينيك على موقع قاعدة بيانات الفيلم (الإنجليزية)